# Agrochola staudingeri
Agrochola staudingeri là một loài bướm đêm trong họ Noctuidae.